# غتشي قشلاق حاج محمدلو
غتشي قشلاق حاج محمدلو (بالإنجليزية: Gechi Qeshlaq Hajj Mohammadlu)‏ هي قرية تقع في أردبيل في إيران. يقدر عدد سكانها بـ 50 نسمة .